# Хендон (футбольный клуб)
«Хендон» — английский футбольный клуб из города Лондон. Образован в 1908 году. Домашние матчи проводит на стадионе «Вале Фарм». В настоящий момент выступает в Премьер Дивизионе Истмийской лиги, седьмом по значимости футбольном турнире Англии.

## Достижения
- Любительский Кубок европейских чемпионов
  - Чемпион 1: 1972/73
- Любительский Кубок Футбольной ассоциации
  - Чемпион 3: 1959/60, 1964/66, 1971/72
- Истмийская лига
  - Чемпион 2: 1964/65, 1972/73
  - Вице-чемпион 3: 1963/64, 1965/66, 1973/74
- Афинская лига
  - Чемпион 3: 1952/53, 1955/56, 1960/61
  - Вице-чемпион 5: 1928/29, 1932/33, 1947/48, 1948/49, 1951/52
- Межлиговый кубок
  - Вице-чемпион 1: 1986/87
- Кубок Англии
  - 3-й раунд 1
  - 2-й раунд 4
  - 1-й раунд 19
- Кубок Истмийской лиги
  - Обладатель 1: 1976/77
  - Финалист 1: 1986/87
- Кубок полноправных членов
  - Обладатель 3: 1994/95, 1997/98, 1998/99
- Старший кубок Лондона
  - Обладатель 3: 1963/64, 1968/69, 2008/9
  - Финалист 7: 1935/6, 1932/3, 1947/8, 1948/9, 1951/2, 2005/6, 2007/8
- Старший кубок Миддлсекса
  - Обладатель 15: 1933/34, 1938/39, 1955/56, 1957/58, 1959/60, 1964/65, 1966/67, 1971/72, 1972/73, 1973/74, 1985/86, 1998/99, 2001/02, 2002/03, 2003/04
  - Финалист 12: 1924/25, 1930/31, 1944/45, 1946/47, 1956/57, 1960/61, 1970/71, 1974/75, 1977/78, 1983/84, 2007/8, 2008/9
- Лига Миддлсекса
  - Чемпион 2: 1912/13, 1913/14
- Первый дивизион Лондонской лиги
  - Чемпион 1: 1912/13
- Любительский дивизион Лондона
  - Чемпион 1: 1913/14